# 卡普托爾
卡普托爾是克羅埃西亞首都薩格勒布的一個地區，和格拉代茨並為扎格瑞布中世紀時期的中心城區。卡普托爾的歷史可以追溯至1094年。卡普托爾是天主教薩格勒布總教區主教座的所在地，薩格勒布主教座堂就位於卡普托爾。